# Tercera Via (música)
Tercera Via va ser una promotora musical catalana nascuda el 2006. La filosofia de l'associació estava basada en la música catalana en directe, per aquest motiu la seva principal activitat va ser el festival itinerant FesTOUR, pensat per ser un festival on hi toquen els grups de música del territori on se celebra i a la vegada grups emergents d'altres territoris. Cada any el festival tenia lloc en diversos concerts descentralitzats en municipis de tot el país. Cada concert del festival l'organitzen conjuntament Tercera Via i les entitats de la població, esdevenint així un concert totalment participatiu. A més a més des de 2008 fins al 2012 l'Acampada Jove va ser un dels escenaris del festival.
L'altra eina que utilitzaven per realitzar la seva activitat era l'espai CAM Bernardes de Santa Perpètua de Mogoda, un centre local de difusió cultural amb bucs d'assaig i una sala de concerts. del 2008 al 2012 un altre objectiu de l'entitat va ser poder escampar aquest model anomenat FesSALES en una xarxa que arribés a altres ciutats del país.
Tercera via a finals del 2008 inici del 2010 va concebre i desenvolupar la primera xarxa social de música catalana de la mà de l'aleshores president Albert Ferré i Menor.
Aquest model va permetre donar a conèixer a grups com Txarango, Muyayo Rif, Pepet i Marieta i Oques Grasseso Kayo malayo entre molts altres i de retruc Tercera via també va permetre donar a conèixer desenes de grups locals.
El 2008 l'entitat va gestionar la sisena edició del concurs "Enganxa't a la música".